# شعب المحل (حزم العدين)

تعديل مصدري - تعديل

شعب المحل محلة تابعة لقرية تفتان، التابعة لعزلة بني اسعد بمديرية حزم العدين إحدى مديريات محافظة إب في الجمهورية اليمنية، بلغ تعداد سكانها 39 حسب تعداد اليمن لعام 2004.